# Johann Griebel
Jan (německy Johann) II. Griebel (též Grübel) byl německy cisterciácký mnich, v letech 1319–1322 17. opat kláštera v Oseku u Duchcova.

## Život

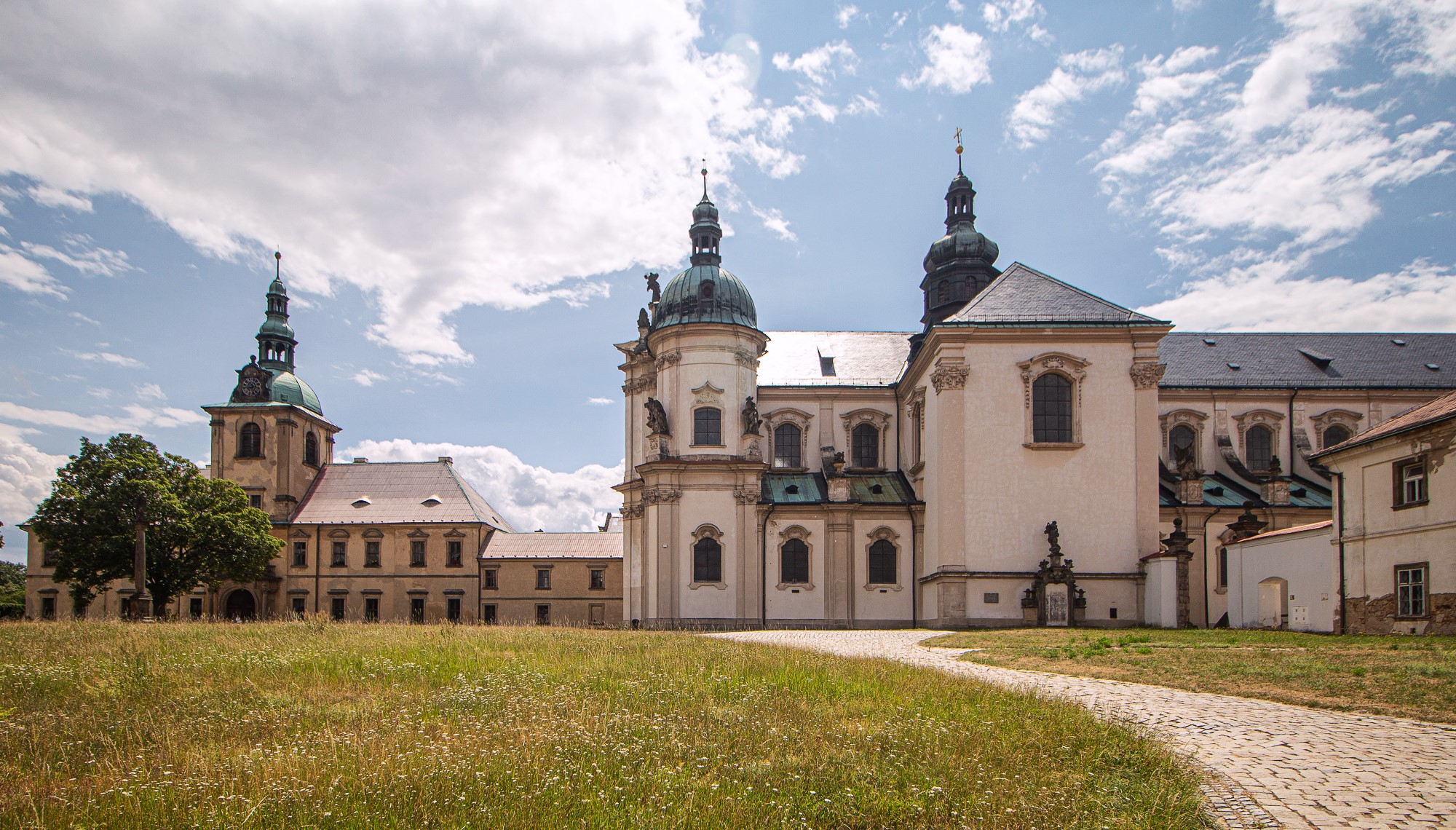
Cisterciácký klášter v Oseku

Johann Griebel pocházel z Durynska a původně byl cisterciáckým mnichem v klášteře Valdsasy. Nabyl značného vzdělání (studoval v Paříži) a byl vysvěcen na kněze.  
Později byl zvolen opatem v Oseckém klášteře, dceřiném klášteře Valdsasy. Zde působil pouze přechodně, udržoval však čilé kontakty s královským dvorem a patřil k přátelům královny Elišky Přemyslovny. 
O tři roky později, po smrti opata Jana z Lokte se vrátil do Valdsas, kde byl v letech 1323–1337 jmenován opatem. Kamenný dům v Chebu, který sloužil především jako obchodní pobočka kláštera ve městě, byl rozšířen na církevní dům, byla přistavěna věž se zvony a kaple.
Jeho přesuny mezi Osekem a jeho mateřským klášterem nebyly příliš neobvyklé (byť cisterciácké zvyklosti předpokládají, v souladu s Řeholí sv. Benedikta, že mnich prožije celý život v jednom klášteře). Kromě Jana Griebela takto přešli během 13. a 14. století do Valdsas jako opati ještě dva další mniši, kteří byli předtím ve stejném úřadě v Oseku.
Podle jazykového badatele Johanna Andrease Schmellera byl opat Jan autorem fundatio latinalis, básně s rýmy v němčině o historii vzniku kláštera. Báseň byla zařazena do rukopisuCodex antiquissimus.